# Gmina Stary Sącz
Die Gmina Stary Sącz ist eine Stadt-und-Land-Gemeinde im Powiat Nowosądecki der Woiwodschaft Kleinpolen in Polen. Ihr Sitz ist die gleichnamige Stadt mit etwas mehr als 9000 Einwohnern.

## Geographie
Die Gemeinde liegt im Sandezer Land im Sandezer Becken (Kotlina Sądecka). Zu den Gewässern gehören die Flüsse Dunajec und Poprad. Sie grenzt im Nordosten an die Stadt Nowy Sącz.

## Geschichte
Von 1975 bis 1998 gehörte die Gemeinde zur Woiwodschaft Nowy Sącz.

### Städtepartnerschaften
- Levoča, Slowakei

## Gliederung
Zur Stadt-und-Land-Gemeinde (gmina miejsko-wiejska) gehören neben der Stadt Stary Sącz folgende 15 Ortschaften mit einem Schulzenamt (sołectwo):
- Barcice (früher Barcice Górne)
- Barcice Dolne
- Gaboń
- Praczka
- Gołkowice Dolne
- Gołkowice Górne
- Łazy Biegonickie
- Mostki
- Moszczenica Niżna
- Moszczenica Wyżna
- Myślec
- Popowice
- Przysietnica
- Skrudzina
- Wola Krogulecka